# Eishockeymeisterschaft des Pazifiks
Die Eishockeymeisterschaft des Pazifiks (englisch Pacific Rim Championship) war ein in den Jahren 1995 und 1996 durch die Internationale Eishockey-Föderation ausgetragenes Fraueneishockeyturnier für die Anrainerstaaten des Pazifischen Ozeans. Der Wettbewerb beschränkte sich somit auf die Frauennationalmannschaften der Vereinigten Staaten, Kanadas, Japans und der Volksrepublik China. Kanada gewann beide Austragungen des Wettbewerbs.
Im Jahr 1996 diente das Turnier als Qualifikation für die Frauen-Weltmeisterschaft 1997, für die sich die drei Erstplatzierten qualifizierten. Da ab der Frauen-Weltmeisterschaft 1999 eine weitere WM-Division eingeführt wurde, war der Wettbewerb obsolet und wurde nicht weiter fortgeführt.

## Turniere
| Jahr | Gold   | Silber | Bronze              | Austragungsort             |
| ---- | ------ | ------ | ------------------- | -------------------------- |
| 1995 | Kanada | USA    | Volksrepublik China | San José, Kalifornien      |
| 1996 | Kanada | USA    | Volksrepublik China | Richmond, British Columbia |

### Medaillenspiegel
| Rang | Mannschaft          | Gold | Silber | Bronze | Gesamt |
| ---- | ------------------- | ---- | ------ | ------ | ------ |
| 1    | Kanada              | 2    | 0      | 0      | 2      |
| 2    | USA                 | 0    | 2      | 0      | 2      |
| 3    | Volksrepublik China | 0    | 0      | 2      | 2      |